# Musa boman
Musa boman är en enhjärtbladig växtart som beskrevs av Graham Charles George Argent. Musa boman ingår i släktet bananer, och familjen bananväxter. Inga underarter finns listade i Catalogue of Life.